# Авторское право в Китайской Республике
Авторское право в Китайской Республике основывается на Законе об авторском праве, обновлённая редакция которого вступила в силу в январе 2014 года.

## История
Разрабатывавшееся после 1949 г. тайваньское законодательство об авторском праве заимствовало многие статьи из Закона об авторском праве, принятого Гоминьданом ещё в 1928 г. Долгое время, вплоть до 1980-х годов, тайваньским авторским правом охранялся лишь ограниченный круг произведений, представляющих художественную или литературную ценность. В июле 1985 г. был принят новый Закон об авторском праве, расширивший список произведений, на которые распространяется действие авторского права. в 1992-93 гг. в Закон были внесены изменения, в целом ужесточившие политику в области авторского права. Поправки в Закон вносились также в 2002—2003 гг. В нынешней своей редакции Закон вступил в силу с 2014 г.

## Объекты авторского права
К произведениям, охраняемым авторским правом относятся:
1. письменные работы
2. музыкальные произведения
3. драматические произведения
4. произведения изобразительного искусства
5. фотографии
6. графические работы (чертежи, модели)
7. аудиозаписи
8. аудиовизуальные материалы
9. архитектурные сооружения

## Права автора
По Закону автору принадлежат личные неимущественные права и права имущественного характера — последние могут наследоваться и передаваться.
К имущественным правам автора относятся в том числе:
- право на воспроизведение своих работ
- право на декламацию (для авторов литературных произведений)
- право на публичную трансляцию
- право на адаптацию и компиляцию
- право на передачу в наём своего произведения

## Авторские права иностранцев
Авторским право Тайваня защищаются произведения американских граждан (по Соглашению, которое было достигнуто в 1989 г.). В 2002 г. с присоединением Тайваня к Всемирной торговой организации, произведения, созданные гражданами государств-членов организации также получили защиту.
В отличие от континентального Китая Тайвань не присоединился ни к Бернской, ни к Женевской конвенциям.

## Ответственность за нарушение прав
Нарушившие Закон об авторском праве привлекаются к гражданской ответственности. К мерам гражданской ответственности относятся прекращение противоправных действий, ликвидация последствий, принесение извинений и компенсация ущерба. Размер ущерба определяется владельцем авторских прав или же судом и может достигать 1 млн тайваньских долларов.
Законом об авторском праве предусмотрена и уголовная ответственность за определённые виды нарушений авторских прав. Так, например, воспроизведение чужой работы без разрешения автора наказывается лишением свободы не более чем на три года, и штрафа в размере не более 750 тысяч тайваньских долларов. Распространение произведения без разрешения с целью сбыта карается арестом на срок от 6 месяцев до 5 лет и штрафом от 200 тысяч до 2 млн тайваньских долларов.

## Срок действия
Защита авторских прав действует при жизни автора и в течение 50 лет с момента его смерти. При этом, если произведение впервые опубликовано в период 40-50 лет после смерти автора, то авторское право продлевается ещё на 10 лет.
Авторское право на работу, опубликованную анонимно или под псевдонимом, действует в течение 50 лет со дня публикации и затем прекращает действие при условии, что признано, что автор умер более чем 50 лет назад.
Срок действия авторского права на фотографии, аудиовизуальные материалы, звукозаписи и выступления — 50 лет с момента их публичного обнародования.